# SMSS J031300.36-670839.3
SMSS J031300.36-670839.3は、太陽系から見てみずへび座の方向約30,000 光年の距離にある恒星。「SMSS J0313-6708」や「SM0313」と省略して呼ばれることもある。約136億年前に生まれたとされ、2014年時点で既知の恒星の中で最も古い恒星であるとされた。

## 特徴
天の川銀河の銀河ハローに位置するとされる。発見当初は太陽系から約6,000 光年の距離にあるとされたが、2022年に公開されたガイア計画第3回データリリースの年周視差では約30,000 光年の距離にある。
スペクトル分類上はK型の準巨星とされる。SMSS J031300.36-670839.3は、鉄の存在量が太陽の鉄の存在量と比べて1000万分の1以下と極めて少なく、炭素の存在量が鉄の1000倍以上と非常に多いことから、「炭素過剰金属欠乏星 (Carbon enhanced metal poor star, CEMP)」と呼ばれる化学特異星に分類される。
分光観測で得られた元素組成から、低エネルギーの超新星爆発で生成されたと考えられる炭素、マグネシウム、カルシウムなどを含むことがわかっている。リチウムはビッグバン元素合成で生成されたと想定される存在量に比べて極めて少ない。これは、第1世代の恒星とされる種族IIIの星が赤色巨星分枝星のフェーズにあった際に、恒星の高温領域で破壊された結果であると考えられている。
これらの特徴からSMSS J031300.36-670839.3は、種族IIIの単独の星が低エネルギーの超新星爆発を起こした結果残されたガス雲から生まれた、種族IIの恒星の中でも最初期のものであると考えられている。また、第1世代の恒星の超新星爆発は、それまで考えられていたものよりも強力ではなく、低エネルギーの超新星爆発がありふれたものであった可能性が示唆された。

## 発見
この恒星は、オーストラリア国立大学ストロムロ山天文台の天文学者のチームによって発見され、2014年2月9日のネイチャーで報告された。
この発見は、オーストラリアニューサウスウェールズ州クーナバラブランの近くにあるサイディング・スプリング天文台に設置された、完全自動化された天体望遠鏡「SkyMapper」によって可能となった。2012年10月2日にSkyMapper望遠鏡で得られた測光観測の結果により、この星が特に低金属量であることが予測された。ついで2013年1月2日に同天文台のオーストラリア国立大学2.3 メートル望遠鏡で中分解能分光観測が行われ、この星が金属欠乏星であることが確認された。さらに、チリの6.5 mマゼラン・クレイ望遠鏡の高分解能分光器MIKE (Magellan Inamori Kyocera Echelle) を用いた観測により、その特異な元素組成が明らかにされた。
| 太陽と比較した元素組成 |        |
| 元素                   | [M/H]  |
| リチウム               | 0.7    |
| 炭素                   | -2.6   |
| マグネシウム           | -3.8   |
| カルシウム             | -7.0   |
| 鉄                     | < -7.1 |